# Baby Shark
Baby Shark è una canzone per bambini e novelty su una famiglia di squali. Già famosa da tempo come canzone da falò, è diventata popolare nell'anno 2010 grazie a social media, video online e radio.

## Origine
Baby Shark verosimilmente proviene dal mondo delle canzoni da falò o dai canti per bambini. Alcune fonti riportano miti tradizionali come base, altri le origini dal mondo del camping alla fine del XX secolo, e alcuni alludono alla possibilità che sia stata sviluppata dai responsabili di colonie estive prendendo ispirazione dal film Lo squalo. È diventata una canzone da falò in cui ogni membro della famiglia degli squali è presentato con un diverso movimento delle mani. Diverse versioni del pezzo prevedono squali che vanno a caccia di pesci, che mangiano marinai o uccidono persone che finiscono in paradiso.

## Versione di Alemuel
Una versione dance di Baby Shark è diventata famosa in Germania nel 2007 grazie al video di YouTube Kleiner Hai (in tedesco "piccolo squalo") pubblicato da Alexandra Müller, nota con il nome d'arte alemuel. Questa versione riprende il tema musicali di Lo Squalo e racconta la storia di un cucciolo di squalo che cresce e mangia un nuotatore. Il video è diventato presto popolare e ad Alemuel è stato offerto un contratto discografico dall'etichetta EMI, che ha pubblicato la canzone accompagnata da sonorità disco nel maggio 2008. Basandosi sul singolo e sul video originale, la comunità di YouTube ha creato un video musicale popolare, esempio di crowdsourcing. La versione tedesca della canzone rimane popolare tra i gruppi giovanili tedeschi e numerosi varianti (anche in diversi dialetti tedeschi) sono stati pubblicate dal 2007.

### Classifiche
| Classifica (2008) | Posizione massima |
| ----------------- | ----------------- |
| Austria           | 21                |
| Germania          | 25                |

## Versione di Pinkfong

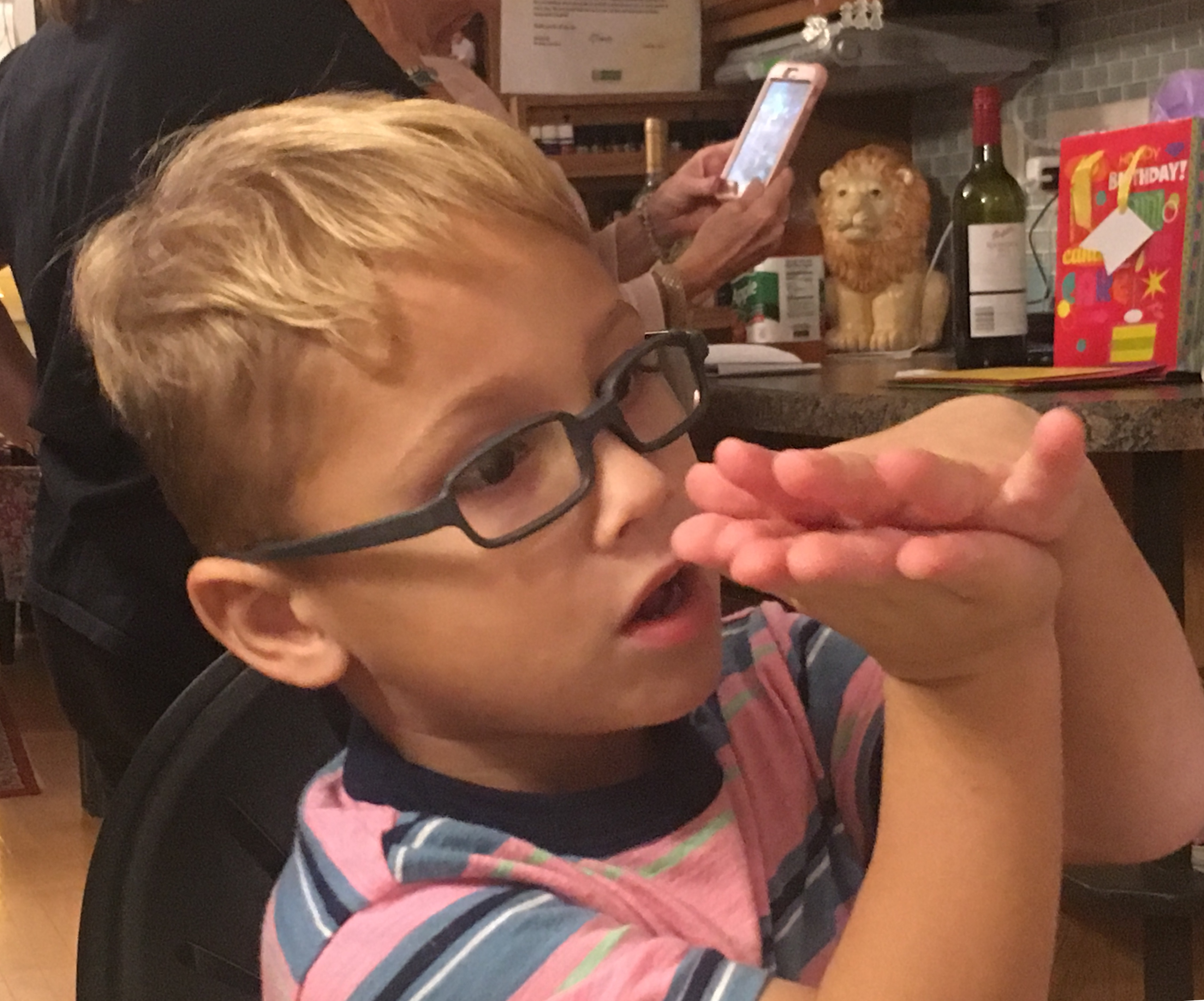
Un bambino imita il balletto del videoclip.

Il pezzo è stato reso ulteriormente famoso grazie a un video prodotto da Pinkfong, un marchio educativo della startup sudcoreana SmartStudy. Baby Shark (상어 가족?, Sang-eo GajokMR) è stata pubblicata il 25 novembre e ad aprile 2019 questa versione aveva collezionato 2,6 miliardi di visualizzazioni su YouTube, e tutti i video correlati si sono assestati intorno alle 5 miliardi di visualizzazioni, rendendo il video educativo più visualizzato di tutti i tempi. Questa versione inizia con un campionamento della Sinfonia n. 9 di Antonín Dvořák, reminescente della colonna sonora del film Lo squalo. Il testo parla di una famiglia di squali che va a caccia in un banco di pesci, che fuggono per salvarsi. È diventato un video virale in Indonesia nel 2017 e nel corso dell'anno si è diffuso in molti altri paesi asiatici, in particolare nel Sud-est asiatico. Un'app per dispositivi mobili correlata è stata nella top 10 delle app per famiglie più scaricate in Corea del Sud, Bangladesh, Singapore, Hong Kong e Indonesia nel 2017.
Fino ad aprile 2019, la versione dance del pezzo, caricata il 17 giugno 2016, ha ricevuto oltre 2,6 miliardi di visualizzazioni nel mondo, facendo il 14º video più visualizzato di YouTube. A causa di una modifica delle regole delle classifiche Billboard nel 2012, Baby Shark è entrata nella Billboard Top 100 al 32º posto nella settimana del 7 gennaio 2019. Il 3 novembre 2020 ha superato i 7,2 miliardi di visualizzazioni, divenendo il video più visto sulla piattaforma e rompendo il record precedentemente detenuto dal video di Despacito di Luis Fonsi. Il 13 gennaio 2022 è diventato il primo video nella storia di YouTube a superare i 10 miliardi di visualizzazioni.

### Controversie
Mentre la versione inglese si limita a elencare i membri della famiglia degli squali, la versione coreana specifica che Mamma Squalo è "bella", Papà Squalo è "forte", Nonna Squalo è "gentile" e Nonno Squalo è "cool". Nel gennaio 2018, il quotidiano sudcoreano Kyunghyang Shinmun pubblicò un editoriale in cui condannava questi testi come sessisti.
Nel maggio 2018, il Partito Saenuri iniziò a utilizzare Baby Shark per promuovere i propri candidati e SmartStudy minacciò un'azione legale per violazione del copyright. Prima di questo, il Partito coreano per la Libertà aveva contattato Johnny Only, intrattenitore per bambini statunitense, per indagare sui permessi, in quanto egli aveva pubblicato una versione simile nel 2011. Osly aveva ascoltato una versione di Baby Shark vent'anni prima e aveva deciso di realizzare una versione per bambini, rimuovendone i contenuti violenti e focalizzandosi sulla famiglia. "Sono stato il primo a farlo," ha dichiarato alla Canadian Broadcasting Corporation. "E in pratica la versione di Pinkfong fa la stessa cosa." Il caso era al vaglio della corte coreana.

### Classifiche

#### Classifiche settimanali
| Classifica (2019-22) | Posizione massima |
| -------------------- | ----------------- |
| Canada               | 39                |
| Francia              | 162               |
| Irlanda              | 22                |
| Regno Unito          | 6                 |
| Stati Uniti          | 32                |
| Vietnam              | 8                 |

#### Classifiche di fine anno
| Classifica (2019) | Posizione |
| ----------------- | --------- |
| Canada            | 85        |
| Regno Unito       | 48        |
| Stati Uniti       | 75        |
| Classifica (2020) | Posizione |
| Regno Unito       | 72        |
| Classifica (2021) | Posizione |
| Regno Unito       | 73        |
| Classifica (2022) | Posizione |
| Regno Unito       | 97        |

## Altre versioni
Nel settembre 2018, Ellen DeGeneres ha diffuso una sua versione del brano al The Ellen DeGeneres Show e James Corden ne ha interpretato una versione al The Late Late Show with James Corden. La canzone è stata interpretata a The X Factor (Regno Unito) nel dicembre 2018 su richiesta del figlio quattrenne di Simon Cowell, nonché nell'edizione della Lituania del programma X Faktorius dal concorrente sedicenne Lukas Zazeckis.
La Drag queen Yvie Oddly, partecipante al programma RuPaul's Drag Race (undicesima edizione) ha adattato la canzone per le sue performance, includendo una coreografia ispirata al voguing.
Nel 2020 venne realizzata una versione del brano il cui testo è cantato da Luis Fonsi. Nel videoclip è presente inoltre il personaggio del cantante che prende il posto dei bambini nel video originale.